# یامچی علیا
یامچی علیا روستایی است که در استان اردبیل، شهرستان نیر، بخش مرکزی، دهستان رضاقلی قشلاق قرار دارد.
چشمه ی معروف شمد بلاغی یا احتمالا همان شاه محمد در این روستا بسیار کهن بوده و در سالیان  گذشته که کشور دچار خشکسالی گردیده از حجم دبی آب آن به هیچ عنوان کاسته نشده است. 
روستای یامچی علیا در کنار رودخانه بالغلو چای واقع شده یکی از زیباترین روستاهای استان اردبیل ميباشد.  
```
معروف ترین کوه روستا بویوک گونی ميباشد.
```

این روستا فرهيختگان بسیاری را در رشته های مختلف دبیری ؛ پزشکی و حقوق به جامعه تحویل داده است.شغل اهالی این روستا دامپروری و کشاورزی می باشد که اکثرا بصورت دیم بوده و شامل کشت گندم و جو می باشد کشت آبی نیز تا حدودی جریان دارد پرورش زنبور عسل به تازگی از فعالیت های تعدادی از اهالی روستا شده است.

## جمعیت
بر اساس سرشماری سال ۱۳۸۵ جمعیت این روستا ۲۳۳ نفر با ۶۳ خانوار بوده‌است.